# لاک-فرونتییر، کبک
لاک-فرونتییر (به فرانسوی: Lac-Frontière) شهری در منطقه شهری مومانی منطقه شودییر-آپالاش در استان کبک کانادا است. در سرشماری سال ۲۰۱۱ این شهر ۱۶۸ نفر جمعیت داشته‌است و مساحت آن ۵۱٫۳۳ کیلومتر مربع است.